# Пагано Доріа
Пагано Доріа (італ. Pagano Doria) або Паганіно Доріа (італ. Paganino Doria)  — італійський адмірал із видатного генуезького роду Доріа. Успішно очолював генуезький флот під час Війни за протоки (1350-1355), конфлікті між Генуезькою та Венеційською морськими республіками в середині XIV століття.

## Біографія
У 1350 році Пагано Доріа захопив острів Тенедос (сучасна Бозджаада) біля входу до Босфору. У 1351 році він обложив венеційське місто Негропонте (Халкіду) на Евбеї .
У 1352 році він командував генуезьким флотом у битві проти Нікколо Пізані, венеційського адмірала, біля Константинополя. Генуезці святкували перемогу, але вона коштувала їм так дорого, що Доріа позбавили подальшого командування флотом і доручилий його Антоніо Грімальді.
Наступного року венеційці в союзі з каталонцями розбили генуезький флот на чолі з Антоніо Грімальді біля берегів Сардинії. Генуезці втратили вбитими 2000 чоловік і 3500 було взято в полон. Після цієї поразки, в 1354 році керівництво генуезьким флотом знову було доручено Пагано Доріа. Він спустошив контрольоване венеційцями узбережжя Адріатичного моря, захопив і спалив місто Паренцо в Істрії неподалік від самої Венеції і повністю захопив весь венеційський флот під керівництвом Пізані в битві при Сапіенці або битві при Порто-Лонго, неподалік від венеційських фортець Модон (сучасне Метоні) і Дзонкйо (сучасний Пілос) на півдні Греції.
Цей блискучий успіх завершив війну. Марино Фальєро, дож Венеції, прийняв умови миру, продиктовані Генуєю і погодився виплатити контрибуцію в 200 000 флоринів.